# 와카사 철도 와카사선
와카사 철도 와카사선(若桜線 와카사센[*])은 일본 돗토리현 야즈군 야즈정의 고게역에서 돗토리현 야즈군 와카사정의 와카사역에 이르는 와카사 철도가 운영하는 철도 노선이다.
국철재건법 시행에 따라 제1차 특정지방교통선으로 선정되어 폐지된 서일본 여객철도 (JR서일본)의 와카사선을 계승한 것이다.

## 같이 보기
- 일본의 철도 회사 목록